# Колесов, Александр Михайлович
Алекса́ндр Миха́йлович Ко́лесов (4 сентября 1922, Мологский уезд, Ярославская губерния — 3 мая 1978, Лоймола, Карельская АССР) — старший сержант Советской Армии, участник Великой Отечественной войны, Герой Советского Союза (1943).

## Биография
Александр Колесов родился 4 сентября 1922 года в деревне Круглица (ныне — Пошехонский район Ярославской области). После окончания начальной школы работал механизатором. В 1941 году Колесов был призван на службу в Рабоче-крестьянскую Красную Армию. С июня 1942 года — на фронтах Великой Отечественной войны. К сентябрю 1943 года красноармеец Александр Колесов был разведчиком 178-й танковой бригады 10-го танкового корпуса 40-й армии Воронежского фронта. Отличился во время битвы за Днепр.
В ночь с 23 на 24 сентября 1943 года Колесов, находясь в составе ударного отряда, переправился через Днепр к югу от Киева и принял активное участие в наведении переправы через реку и переходу по ней на западный берег всей бригады.
Указом Президиума Верховного Совета СССР от 23 октября 1943 года красноармеец Александр Колесов был удостоен высокого звания Героя Советского Союза с вручением ордена Ленина и медали «Золотая Звезда».
В 1945—1946 годах обучался в Горьковском военно-политическом училище. В 1946 году в звании старшего сержанта Колесов был демобилизован. В 1946—1948 годах работал на сплавном участке в Вологодской области.
С 1948 года проживал в посёлке Лоймола Суоярвского района Карельской АССР, работал бульдозеристом в леспромхозе.
Скончался 3 мая 1978 года. Похоронен в посёлке Лоймола, где в его часть названа улица.

## Награды
- Орден Красной Звезды (7.10.1943)[6]
- Орден Славы 3-й степени (19.11.1944)[7]
- Орден Отечественной войны I степени (27.02.1945)[8]
- Медаль «Золотая Звезда» Героя Советского Союза и орден Ленина (23.10.1943)[9]
- Медали, в том числе:
  - «За отвагу» (27.7.1943)[10]
  - «За взятие Кёнигсберга» (9.6.1945)[11]
  - «За победу над Германией» (9.5.1945)[12]

## Комментарии
1. ↑  Деревня Круглица[2] в составе Мологского уезда находилась примерно в 2 км южнее Боброво[3], позднее входила в состав Ермаковского района[4][1]; с созданием Рыбинского водохранилища утрачена, территория ныне относится к Брейтовскому сельскому поселению в Брейтовском районе, Ярославская область[5].